# Голдерс-Грін (крематорій)
Ґолдерс-Ґрін крематорій та мавзолей (англ. Golders Green Crematorium and Mausoleum) — перший крематорій в Лондоні та один з найстаріших у Великий Британії. Розташований в районі Ґолдерс-Ґрін на північ від пустощі Гемпстед-Гіт, у 5 хвилинах ходьби від станції метро з такою самою назвою, напроти єврейського кладовища та відомого Гайґейтського цвинтаря.

## Історія
Крематорій було відкрито у 1902 році, через 17 років після того, як у Англії була дозволена кремація, у районі Ґолдерс-Ґрін, де традиційно мешкали євреї. Крематорій світський, приймає клієнтів будь-якої віри та атеїстів, які на власний розсуд можуть обрати форму прощальної служби та обрати любу музику. Колумбарії є закритими, відвідання здійснюється у супроводі. Можливо зокрема побачити урну з прахом Анни Павлової та Зигмунда Фрейда. На території саду пам'яті розташовано декілька родинних мавзолеїв, один з яких спроектував Едвін Лаченс.

## Тут були кремовані
- Марк Болан, англійський співак
- Енід Мері Блайтон, англійська дитяча письменниця
- Вів'єн Лі, акторка
- Баррі Еванс, англійський актор